# آلپاین (آرکانزاس)
آلپاین (به انگلیسی: Aplin) یک منطقهٔ مسکونی در ایالات متحده آمریکا است که در آرکانزاس واقع شده‌است. آلپاین ۱۰۳٫۹۴ متر بالاتر از سطح دریا واقع شده‌است.